# Лётничье
Лётничье (укр. Льотниче) — село в Зимневской сельской общине Владимирского района Волынской области Украины.
Население по переписи 2024 года составляет 1269 человек. Почтовый индекс — 44750. Телефонный код — 3342. Занимает площадь 1,83 км².